# Jack Coia
Jack Coia (* 17. Juli 1898 in Wolverhampton; † 14. August 1981 in Glasgow) war ein britischer Architekt und Hochschullehrer. Er war von 1928 bis 1981 Inhaber des namhaften Bauateliers Gillespie, Kidd & Coia in Glasgow.

## Leben und Werk

### Herkunft
Jack Coia, getauft auf den Namen Giacomo Antonio Coia, war das älteste von neun Kinder von Giovanni Coia, einem Bildhauer und Bauernsohn aus Filignano bei Neapel, und Maria Ernesta Vannini, eine Tänzerin italienischer Abstammung, die mit ihrem Stiefvater im Zirkus auftrat. Seine Eltern hatten sich in Paris kennengelernt, als Giovanni auf der Durchreise nach Glasgow dort Familienmitglieder besuchte. Nach einem Jahr in Wolverhampton, wo sie ihren Lebensunterhalt mit einer Drehorgel, Musik- und Tanzdarbietungen verdienten, zogen die Eltern nach Glasgow, wo Giovanni Coia ein italienisches Café eröffnete.

### Bildung
Jack besuchte die römisch-katholische St Michael’s Primary School, dann das St Aloysius College und half im Café seines Vaters aus. Nach seinem Schulabschluss im Oktober 1915 wurde er Lehrling des Architekten John Gaff Gillespie im Büro Salomon Son & Gillespie in Glasgow, besuchte Abendkurse an der Whitehill School in Baukonstruktion und Mathematik zur Aufnahme an der Glasgow School of Architecture. Aufgrund einer Sehschwäche wurde er vom Kriegsdienst befreit und 1917 Teilzeitstudent. Er verließ Gillespie, um eine Zeit lang mit den Architekten Alexander Nisbet Paterson und Alexander Hislop zusammenzuarbeiten. Nachdem er den Bauwettbewerb für das Leslie Hamilton Memorial und das Reisestipendium ‚Haldane Travelling Scholarship‘ gewonnen hatte, verbrachte Coia 1923 seinen ersten Studienaufenthalt in Italien, vornehmlich in Venedig, um dann 1924 in die RIBA aufgenommen zu werden.

### Gründung des Bauateliers Gillespie, Kidd & Coia
Coia wurde Mitarbeiter von Herbert A. Welch and Hollis in London. 1927 kehrte er zu seiner Familie, 1928 als Partner von William A. Kidd ins Büro Gillespie & Kidd nach Glasgow zurück, um das Möbelhaus Ca d’Oro nach den vom 1926 verstorbenen Gillespie hinterlassenen Skizzen mit einem Dachaufbau und Restaurant zu erweitern. Als Kidd 1928 noch während der Bauarbeiten starb, wurde Coia alleiniger Inhaber der Firma und gab ihr den Namen ‚Gillespie, Kidd & Coia‘.

### Lehrer an der Glasgow School of Art und Zusammenarbeit mit T. Warnett Kennedy

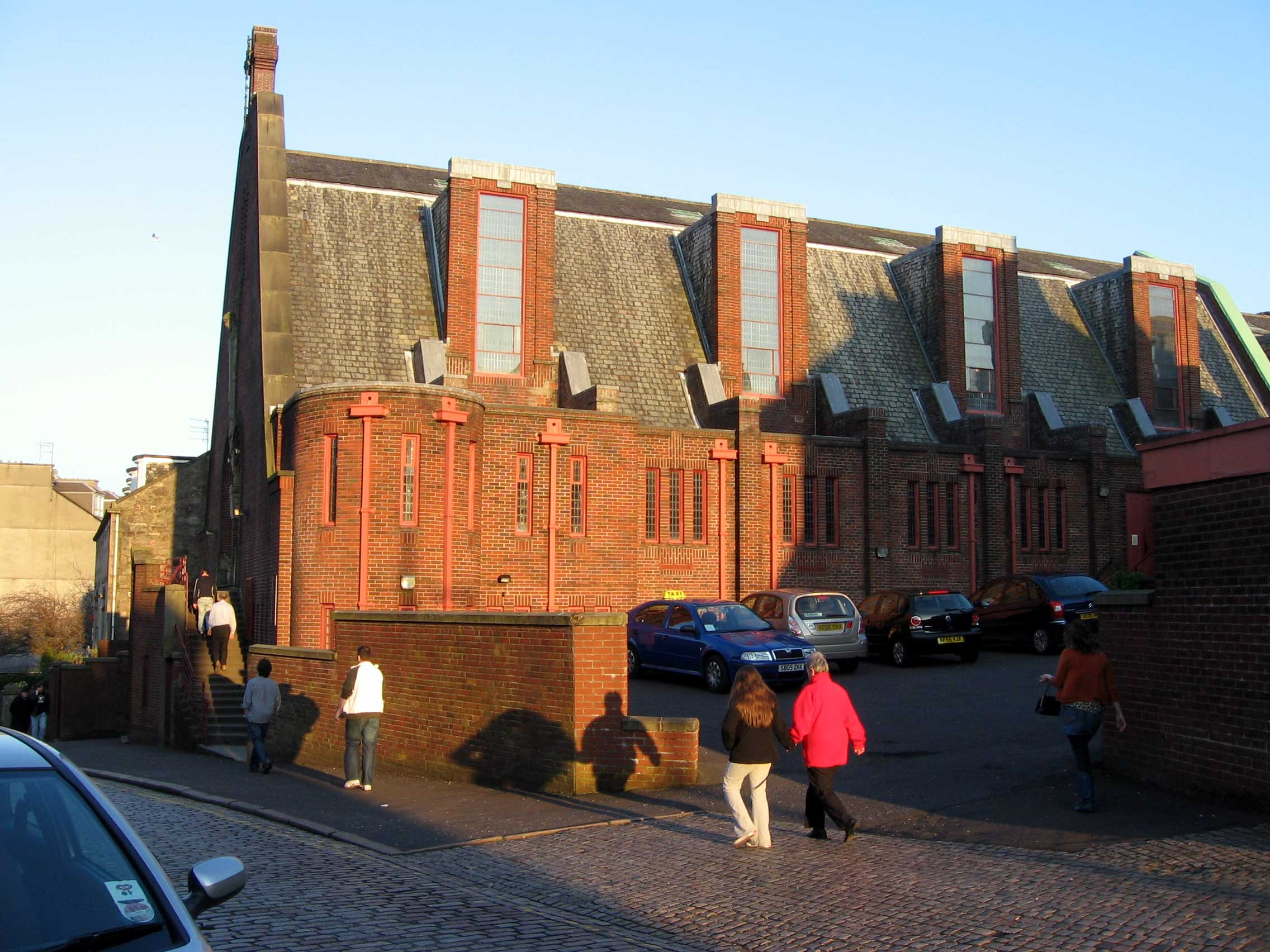
St. Patrick’s Kirche, Orangefield, Greenock (1934–1935), Blick von Süden

Aufgrund schlechter Auftragslage übernahm Coia Lehraufträge an der Glasgow School of Art. Er wurde Oberassistent von Alexander Adam, dann Schulleiter. Im Büro arbeitete er mit seinem Schüler und späteren Assistenten T. Warnett Kennedy zusammen, der schon als sein Student für die Vierteljahreszeitschrift ‚Vista‘ schrieb und 1938 sein Partner wurde. Coia, der 1931 Erzbischof Donald Mackintosh gebeten hatte, am Neubau von Kirchen beteiligt zu werden, baute St Annes’s Church. Durch Kennedy auf Hans Poelzig, Ragnar Östberg, R. H. Wilenski wie den zeitgenössischen Kirchenbau aufmerksam geworden, entstanden ab 1938 in Partnerschaft mit Kennedy weitere Backsteinkirchen in kontinentaler Manier, dann 1939 auf der British Empire Exhibition der römisch-katholische Pavillon, eine hoch aufragende modernistische, weiß verputzte Bauskulptur mit Außenfresken von Hugh Adam Crawford und mit dem Ingenieur Thomas Smith Tait der Industriepalast Nord. Die große Anerkennung brachte weitere, öffentliche Bauaufträgen. Doch durch den Ausbruch des Zweiten Weltkriegs im September 1939 konnten die Schule in Knightswood und die städtische Bebauung in Stirling nach den Entwürfen von Gillespie nicht mehr fertiggestellt werden. Warrett Kennedy wurde von Sam Bunton angeworben, um Dumbarton nach den ersten Luftangriffen zu reparieren und Notunterkünfte zu errichten. Coia stellte noch die Kirche St Columbkille’s in Rutherglen fertig und musste mit dem Kriegseintritt Italiens 1940 aufgrund seiner italienischen Herkunft sein Büro kurzzeitig aufgeben. Das gesamte Büroarchiv ging bis auf seine Aufzeichnungen verloren. Obwohl Mitte 1941 wieder als Architekt zugelassen, erhielt Coia als italienischstämmiger Schotte kaum Aufträge. Er beschäftigte sich im Keller seines Wohnhauses mit Stadtplanung und arbeitete im Familiencafé.

### Zusammenarbeit mit Isi Israel Metzstein und Andrew MacMillan

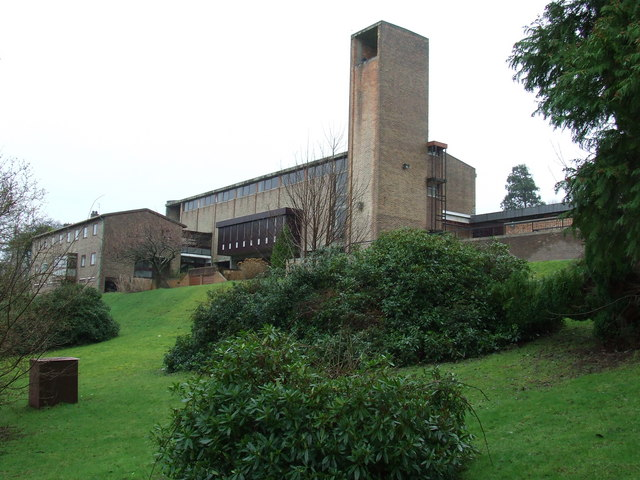
Holy Family Port Glasgow (1958)

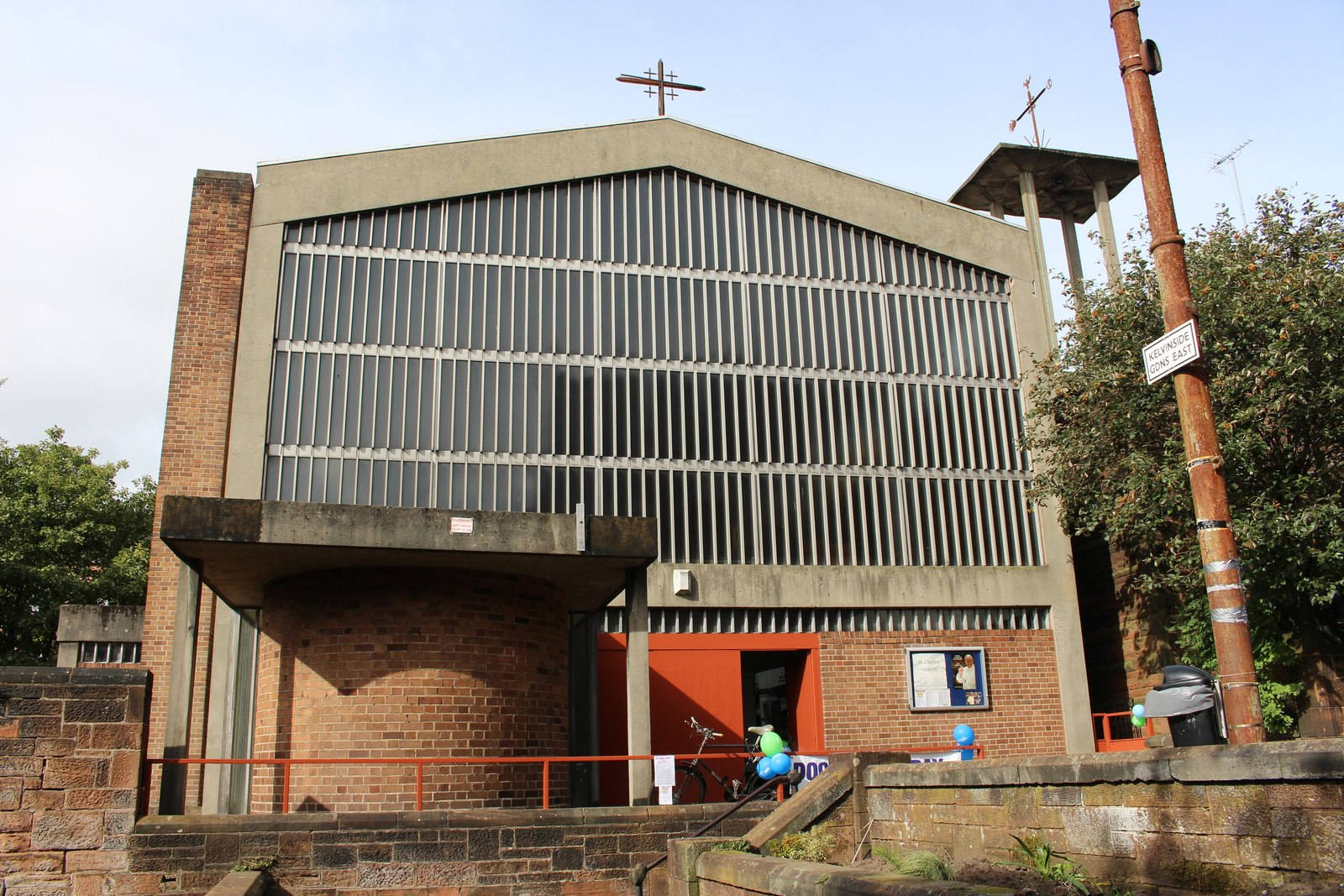
St Charles Borromeo, Glasgow- elvinside (1960)

Ab 1945 half auch er Sam Bunton beim Wiederaufbau von Clydebank. Kennedy trat der Partnerschaft nicht wieder bei, wanderte nach Vancouver aus, gründete dort ein Bauzentrum und wurde Bürgermeister. Coia nahm 1945 Isi Israel Metzstein als Lehrling und 1954 dessen Freund Andrew MacMillan von der East Kilbride Development Corporation als Mitarbeiter in sein Bauatelier wie seinen jüngeren Bruder John Peter Coia, der von 1933 bis 1938 sein Lehrling gewesen war. Coia überließ Metzstein und MacMillan ab 1966 die Federführung im Büro. Seine letzten großen Bauten waren die Kirchen St Laurence in Greenock (1950–54), St Michael in Dumbarton, (1952) und St Charles Borromeo, Glasgow-Kelvinside (1959–60), die auf Rudolf Schwarz verweist und er in Zusammenarbeit mit Andrew MacMillan und Joe Taylor entwickelte. Die Geschichte von Gillespie, Kidd & Coia endete im Jahre 1987, als Metzstein und MacMillan sich entschlossen, ihren Beruf und das Bauatelier aufzugeben.

## Sonstiges
1939 heiratete Jack Coia Edith Marx. 1962 wurde er ordentliches Mitglied der Königlich Schottischen Akademie, von 1964 bis 1965 war er Vizepräsident der RSA (Königlich Schottischen Architektenkammer). 1967 zum Commander of the British Empire ernannt, wurde Coia 1969 mit der Royal Gold Medal geehrt, gefolgt von Ehrentiteln der Universitäten Glasgow (1970) und Strathclyde (1976). Enttäuscht über die Entscheidung der Nachkriegszeit, die Stirling Municipal Buildings nicht nach dem Entwurf von Gillespie fertigzustellen, wie über die Zerstörung einiger seiner Lieblingsgebäude, kritisierte er die Armut der zeitgenössischen Architektur und wandte sich in seinem Ruhestand der Gartenarbeit zu.